# Démocratie chrétienne (Italie, 2002)
Pour les articles homonymes, voir Démocratie chrétienne (homonymie).
Ne doit pas être confondu avec Démocratie chrétienne (Italie), Démocratie chrétienne (Italie, 2012) ou Démocratie chrétienne pour les autonomies.
 (décembre 2018).
Si vous disposez d'ouvrages ou d'articles de référence ou si vous connaissez des sites web de qualité traitant du thème abordé ici, merci de compléter l'article en donnant les références utiles à sa vérifiabilité et en les liant à la section « Notes et références ».
La Démocratie chrétienne (en italien Democrazia cristiana, DC) est un parti politique italien fondé fin 2002, de type chrétien-démocrate qui tente de récréer l'ancien parti du même nom disparu dans les années 1990 (DC 1942-1994).
En 2008, elle s'est alliée au Peuple de la liberté après avoir été un temps alliée à l'Union (centre-gauche). En 2006, elle comptait deux députés à la Chambre et un député européen.
Elle a repris le symbole traditionnel de la DC, le scudo crociato (l'écusson avec une croix). En septembre 2006, un tribunal a reconnu ce parti comme l'héritier de la précédente DC (puisqu'aucun congrès n'en avait dissous l'existence juridique). Son organe s'intitule Per l'Azione. Lors des élections générales italiennes de 2008, une décision du tribunal administratif du Latium, annulant la décision du ministère de l'Intérieur qui lui interdisait de se présenter sous le symbole traditionnel de la DC, a failli provoquer le renvoi des élections, la nouvelle DC n'ayant pas le temps de participer à la campagne officielle selon les conditions égalitaires en vigueur (dites par condicio). Mais la Cour de cassation a déclaré le Tribunal administratif incompétent en la matière.
Lors des élections générales italiennes de 2013, des candidats figurent sur les listes du Peuple de la liberté.
Sont élus Antonio Marotta en Campanie et Riccardo Gallo en Sicile. Fin 2013, ce qui reste du mouvement adhère à Forza Italia, nouveau nom du PdL.